# Crash Bandicoot 4: It's About Time
Crash Bandicoot 4: It's About Time è un videogioco a piattaforme sviluppato da Toys for Bob, con contributi di Beenox e Activision Shanghai Studio. È l'ottavo titolo principale della serie, ma il quarto in ordine cronologico, seguito di Crash Bandicoot 3: Warped.
È stato annunciato il 22 giugno 2020 ed è uscito il 2 ottobre 2020 per PlayStation 4 e Xbox One, e a marzo 2021 anche su PlayStation 5, Xbox Series X/S, PC e Nintendo Switch.

## Trama
Dopo gli eventi di Crash Bandicoot 3: Warped, il Dr. Neo Cortex, il Dr. Nefarious Tropy e Uka Uka tentano di fuggire dalla loro prigione all'alba dei tempi in cui sono stati esiliati dopo la distruzione del Vortice Temporale. L'ennesimo tentativo di fuga fa sì che Uka Uka apra uno strappo nel tessuto spazio-temporale, cosa che fa perdere i sensi alla maschera per il troppo sforzo. Cortex e N. Tropy fuggono rapidamente, abbandonando Uka Uka, e scoprono che il varco da loro usato collega il loro universo al resto del multiverso, decidendo quindi di usarlo per conquistare tutte le dimensioni. Per aver successo, la coppia crea un generatore in grado di aprire altre crepe spazio-temporali e chiedono l'aiuto del Dr. N. Gin e del Dr. Nitrus Brio per creare un esercito in previsione dell'interferenza dei loro nemici.
Nel frattempo, a N. Sanity Beach, Aku Aku percepisce lo strappo nel tessuto spazio-temporale, e sveglia quindi Crash per avvisarlo che qualcosa sta accadendo sul picco di N. Sanity dietro la spiaggia. All'arrivo incontra Lani-Loli, che Aku Aku riconosce come una delle Maschere Quantiche: quattro antiche maschere in grado di controllare ogni aspetto della realtà e che appaiono solo in caso di una minaccia per il multiverso. Crash e la sua dolce sorella Coco accettano quindi di seguire Lani-Loli attraverso le varie dimensioni, in modo da trovare le altre Maschere Quantiche e riportare l'equilibrio nella realtà.
Durante il viaggio la coppia incontra una versione alternativa di Tawna, la vecchia ragazza di Crash, mentre allo stesso tempo Dingodile, che si è ritirato per aprire un ristorante, si ritrova coinvolto nella faccenda quando quest'ultimo viene distrutto e lui viene risucchiato in un'altra dimensione da un varco quantico. Crash e Coco trovano quindi altre due Maschere Quantiche, Akano e Kupuna-Wa, sconfiggendo N. Gin e N. Brio. Dopo che Crash ha affrontato e sconfitto Cortex per la quarta volta, il malvagio Dr. N. Tropy lo tradisce e rivela che lui e il suo nuovo complice hanno intenzione di reimpostare il multiverso cancellando così Cortex, Crash, Coco e le maschere dall'esistenza. Cortex accetta quindi di collaborare con i bandicoot e i tre trovano infine l'ultima Maschera Quantica, Ika-Ika, incontrandosi inoltre con Dingodile e Tawna. A bordo dell’astronave del celebre pilota spaziale N. Oxide scoprono, tramite un video, che N. Tropy si trova lì assieme al suo alleato, ossia una sua stessa versione femminile alternativa proveniente dall'universo di Tawna. Quest'ultima, per non perdere di nuovo i suoi amici (le versioni di Crash e Coco del suo universo sono state eliminate proprio dalla N.Tropy alternativa) li immobilizza e prova a fronteggiare i due nemici, perdendo e venendo salvata dall’intervento del resto della squadra.
Insieme, il gruppo riesce a rintracciare e sconfiggere i due N. Tropy e le Maschere Quantiche distruggono il generatore di varchi, sigillando tutte le crepe spazio-temporali.
Tuttavia, il diabolico e infido Dr. Cortex tradisce il gruppo e rapisce Kapuna-Wa, usandola per viaggiare indietro nel tempo fino al 1996 poco prima degli eventi di Crash Bandicoot, cercando di avvertire il suo altr'ego del passato ed evitare così la creazione della sua nemesi, provocando così un paradosso temporale. Non riuscendo a convincere se stesso e neanche ad eliminare Crash, le Maschere Quantiche lo bandiscono, infine, ai confini dell'universo. Poco dopo, Crash manomette inavvertitamente il cortex vortex, che fallisce il processo di trasformazione sul suo altr'ego del 1996 risolvendo in questo modo il paradosso temporale e svelando le origini del personaggio. Una volta tornato tutto alla normalità, Dingodile ricostruisce e riapre la sua tavola calda, Cortex si rilassa su una spiaggia ai confini dell'universo, e Crash, Coco, Tawna, Aku Aku e le Maschere Quantiche si trasferiscono tutti a N. Sanity Beach. Dopo un epilogo narrato da Crash che descrive in dettaglio il destino e il luogo in cui si trovano i personaggi del gioco, Cortex viene interrotto dall'improvvisa apparizione del malvagio Uka Uka.

## Modalità di gioco
Ritornano elementi tradizionali della serie, tra cui varie trappole e ostacoli da superare, nemici che possono essere sconfitti in determinati modi (come saltando su di essi) e scatole che possono essere aperte per raccogliere oggetti, alcuni dei quali sono checkpoint da dove i giocatori ricominciano a giocare quando il loro personaggio muore. A differenza degli episodi precedenti, i giocatori potranno passare da Crash a Coco in qualsiasi momento durante un livello, entrambi con lo stesso set di mosse e possono utilizzare quattro diverse maschere speciali per superare problemi più complessi. A volte, i giocatori potranno anche controllare il Dr. Neo Cortex, l'antagonista del gioco, al fine di attraversare i livelli, facendo uso di gadget per superare trappole e ostacoli.

### Modalità moderna e retrò
Tra le novità inedite del gioco ci sarà la presenza di due modalità di gioco, una moderna e una retrò. A parlarne è stato il design producer Lou Studdert specificando che nella modalità moderna non saranno presenti le vite, e ogni volta che si morirà il giocatore tornerà ad un checkpoint. I frutti Wumpa diventeranno oggetti collezionabili con cui si potranno sbloccare ricompense a fine livello. Nella modalità retrò torna la logica dei sistemi di vite e game over come nei primi titoli della saga.

### Livelli di gioco
Il gioco si articola in 38 livelli e 5 battaglie boss. I livelli sono suddivisi in dieci dimensioni diverse con relative epoche e ognuna contiene al suo interno più livelli. In ogni livello compaiono 6 gemme bianche. Ulteriori ricompense comprendono una gemma blu, rossa, verde e gialla da ottenere in specifici livelli completando particolari azioni nel gioco. Sono inoltre presenti 21 livelli flashback (all'interno di altri livelli) che raccontano i fatti accaduti prima di Crash Bandicoot (1996) e della creazione di Crash e Coco a opera del dottor Cortex.
| Dimensione                 | Epoca                     | Livelli |
| -------------------------- | ------------------------- | --- |
| Isola N. Sanity            | Presente (2020)           | - Brusco risveglio - Picco N. Sanity |
| Lande Perigliose           | 2084                      | - Che faticaccia! - Crash compattatore - In viaggio - Camion fermo (Alternativo) - Tuffo dal palco (Boss)                                                                                |
| Porto Salato               | 1717                      | - Il bottino chiama - Sta arrivando! (Alternativo) - Cascarci in pieno - Molo per surf elettrici                                                                                         |
| Cascate della Tranquillità | 1402                      | - Fai una giravolta - Pozioni folli (Alternativo) - Fa' con calma - Sbilanciamento - Guai in vista (Boss)                                                                                |
| Pantano delle Zanzare      | Qualche giorno fa         | - Anticonformista - Cucina casalinga - Io, tu e il bayou - Non perdere tempo (Alternativo)                                                                                               |
| Undicesima Dimensione      | 1954                      | - Isolati dalla neve - Un naufragio capita a tutti (Alternativo) - Calma e sangue freddo - Orsi a ripetizione - Costruzione ponti (Alternativo) - La quarta volta è quella giusta (Boss) |
| Dimensione Eggipus         | 88 milioni di anni B.C.B. | - Ritorno al passato - Carburante fossile - Scatto del dinosauro - Strada bloccata (Alternativo)                                                                                         |
| Orbita di Bermugula        | Sconosciuta               | - Pronti al lancio - Errore di consegna (Alternativo) - Clandestini - Atterraggio di emergenza - Un buco nello spazio (Boss)                                                             |
| Dimensione Sn@xx           | 3023                      | - Spuntino veloce - Ora di punta - Casse in fuga |
| Isola Cortex               | 1996                      | - Lavorazione nitro - Tunnel tossici - Castello di Cortex - Vederci doppio (Alternativo) - Passato smascherato (Boss finale)                                                             |

## Personaggi

### Protagonisti
- Crash Bandicoot: protagonista del gioco. È un bandicoot mutante di pelo arancione che indossa un paio di jeans e scarpe rosse. È sempre pronto a sventare i piani del Dr. Cortex, suo creatore e nemico giurato.
- Aku Aku: spirito benigno di uno stregone racchiuso in una maschera tiki. Aiuta Crash durante le sue avventure proteggendolo dagli attacchi nemici o rendendolo momentaneamente invincibile.
- Coco Bandicoot: sorella minore di Crash. Ha un aspetto giovanile e vanta grandi conoscenze sulla tecnologia e l'informatica. A differenza del fratello parla spesso.
- Tawna Bandicoot: avvenente femmina di bandicoot. Non è la Tawna comparsa in Crash Bandicoot di cui Crash è innamorato, ma una sua versione proveniente da una dimensione alternativa chiamata "Tawnaverso", di cui lei è la protagonista. Sarà un personaggio giocabile in alcune sezioni, dove sarà dotata di un rampino che può usare sia come arma che come liana per volteggiare e coprire lunghe distanze.
- Dingodile: mutante ibrido creato dal Dr. Cortex, per metà dingo e metà coccodrillo. Dopo gli eventi di Warped ha deciso di abbandonare la strada del male e aprire un ristorante. Tuttavia, questo viene distrutto e Dingodile viene risucchiato da un portale multidimensionale. Sarà un personaggio giocabile in alcune sezioni, armato con una sorta di aspiratore per foglie con il quale potrà distruggere o trattenere oggetti.

### Antagonisti
- Dr. Neo Cortex: è uno scienziato che aspira alla conquista del mondo, si alleerà con Crash a metà del gioco per fermare N. Tropy, per poi tradirlo verso la fine.
- Dr. Nefarious Tropy: scienziato alleato-rivale del dottor Cortex; è stato lui a costruire la macchina del Vortice Temporale.
- Dr.ssa Nefarious Tropy: controparte femminile del Dr. Nefarious Tropy, proveniente dalla dimensione alternativa "Tawnaverso".
- Dr. N. Gin: scienziato e aiutante di Cortex.
- Dr. Nitrus Brio: creatore del raggio Evolvo e assistente di Cortex.
- Uka Uka: spirito malvagio e temuto dall'aspetto di una maschera tiki, nonché fratello minore di Aku Aku e la vera mente dietro i piani di Cortex.

### Maschere Quantiche
Quattro maschere che aiuteranno Crash e Coco nel corso del gioco. Esse sono: 
- Lani-Loli: maschera dello spazio, in grado di rendere immateriali alcuni oggetti od ostacoli facendone apparire contemporaneamente altri.
- Akano: maschera della materia oscura, in grado di far ruotare violentemente il personaggio. Può essere utilizzata dopo un salto, facendo librare il personaggio in aria per planare da una piattaforma all'altra, per rompere casse rinforzate o respingere i proiettili nemici. La maschera sostituisce la tecnica del Tornado mortale acquisita in Crash Bandicoot 3: Warped. Di poche parole, ha un carattere scorbutico.
- Kupuna-Wa: maschera del tempo, in grado di rallentare o fermare il tempo.
- Ika-Ika: maschera della gravità, in grado di manipolare la gravità e permettere ai personaggi di camminare su pareti e soffitti.

## Doppiaggio
Qui di seguito sono elencati i doppiatori, originali e italiani.
| Personaggio            | Doppiatore originale            | Doppiatore italiano              |
| ---------------------- | ------------------------------- | -------------------------------- |
| Crash Bandicoot        | Scott Whyte                     | Pino Pirovano (Epilogo)          |
| Aku Aku                | Greg Eagles                     | Renzo Ferrini                    |
| Coco Bandicoot         | Eden Riegel                     | Martina Tamburello               |
| Tawna Bandicoot        | Ursula Taherian                 | Chiara Francese                  |
| Dr. Neo Cortex         | Lex Lang                        | Silvano Piccardi                 |
| Dingodile              | Fred Tatasciore                 | Andrea De Nisco                  |
| Lani-Loli              | Richard Steven Horvitz          | Matteo Zanotti                   |
| Akano                  | Fred Tatasciore                 | Gianni Gaude                     |
| Kupuna-Wa              | Cherise Boothe                  | Elisabetta Cesone                |
| Ika-Ika                | Fred Tatasciore & Zeno Robinson | Gianni Gaude & Ruggero Andreozzi |
| Dr. N. Tropy           | JP Karliak                      | Antonello Governale              |
| Dr. N. Tropy (Femmina) | Sarah Tancer                    | Marina Thovez                    |
| Dr. N. Gin             | Corey Burton                    | Oliviero Corbetta                |
| Dr. N. Brio            | Roger Craig Smith               | Oliviero Corbetta                |
| Nitros Oxide           | Corey Burton                    | Luca Sandri                      |

## Sviluppo
Il 18 giugno 2020, varie testate giornalistiche e youtuber hanno ricevuto da Toys for Bob un puzzle da 200 pezzi, che una volta completato raffigurava una misteriosa maschera fluttuante. Il giorno dopo, un sito taiwanese ha pubblicato in anticipo titolo, sinossi e sviluppatore del gioco. Il 22 giugno il gioco è stato presentato con un trailer durante la diretta del Summer Game Fest 2020, inoltre durante l'evento è stato confermato che utilizzerà Unreal Engine 4 come motore grafico. Pochi giorni dopo è stato rivelato che It's About Time sarà il gioco della serie più grande di sempre, contenendo oltre cento livelli.
La sceneggiatura di Crash Bandicoot 4: It's About Time è stata scritta da Mandy Benanav, mentre la colonna sonora del gioco è stata composta da Walter Mair.